# Abd-al-Qays
Abd-al-Qays o, més rar, Abd-Qays (àrab: عبد القيس, ʿAbd al-Qays, literalment ‘Servidor de(l déu) Qays’) és el nom d'una antiga tribu de l'Aràbia oriental.
Aquest grup va originar els rabia (rabi'a) del que es van separar grups entre els quals els abdís vers el segle vi que van ocupar Katif i Bahrayn (no les illes sinó el territori modern d'Al-Hasa). L'oasi de Bahrayn va esdevenir Al-Ahsa al segle x. En aquest temps els Abd-al-Qays eren cristians. Un dels caps dels Xann (un dels grups de la tribu) portava el nom Amr al-Afkal.
Els Abd-al-Qays estaven dividits en dos grups: Xann i Lukayz, i aquests darrers estaven dividits en nukra, al-dil, idil, i muharib ibn amr, el tres darrers confederats amb el nom d'Al-Umur. Un altre grup, els annar, estaven formats per les tribus amir ibnn al-harith (subtribus de banu màlik i banu murra), djadhima ben awf (subdividits en abd-xamns, hiyay i amr confederades sota el nom de Barajim).
Foren eliminats en gran part pels Sad-Tamim que van ocupar Bahrayn i van fundar Al-Ahsa (segle ix). Al segle ix els abdís van formar alguns principats: un es va formar a Zara; un altre a Katif, fundat per Ibn Mismar, del grup jadhima ibn awf, i la dinastia Banu Hafs dels abdís a Safwa. A l'oasi de Bahrayn es van formar els d'al-Hassà creat per Al-Ayyash al-Muharibi, i el de Juwatha, fundat per Al-Urayun, dels Banu Màlik. Vers 863 a 868 un alida es va revoltar a Bahrayn i va provar de conquerir Hadjar sense èxit i després Al-Ahsa en mans dels Sad-Tamim; aquí ho va aconseguir finalment i amb els Sad-Tamin i una nova tribu vinguda de l'oest va atacar Al-Uryan de Juwatha, que amb l'ajut d'altres xeics dels Abd-al-Qays, va aconseguir fer front a l'alida i expulsar-lo; el rebel va haver de considerar llavors també els moviments del zandj, revoltats a Bàssora.
Els Sad-Tamin, beduïns i gent de Katif es van sotmetre una generació més tard amb els missioner càrmata Abu-Saïd al-Jannabí. La revolució va esclatar el 899. primer va caure Katif, després Zara (incendiada) i finalment Hadjar tot i que va rebre ajut del califa. Així Al-Ahsa va esdevenir capital de l'estat dels càrmates d'Aràbia oriental, estat que va durar fins al 1076/1077 quan fou destruït pels uyúnides del clan al-ibrahim dels banu murra originaris d'Al-Uyun. Aquesta dinastia va entrar en decadència al final del segle xii i fou la darrera força dels Abd-al-Qays a governar la zona; el seu govern es va acabar vers el 1245. El seu membre més destacat fou el poeta Ali ben Mukarrab.